# Receptor de calcitriol
El receptor de calcitriol, también conocido como receptor de vitamina D (VDR) y como NR1I1 (de sus siglas en inglés "nuclear receptor subfamily 1, group I, member 1"), es un miembro de la familia de receptores nucleares de los factores de transcripción. Tras su unión con su ligando, la vitamina D, el receptor de calcitriol forma un heterodímero con el receptor X retinoide y se une al elemento de respuesta a hormonas (HRE) en el ADN, dando lugar a la expresión o transrepresión de determinados genes. En humanos, el receptor de calcitriol es codificado por el gen vdr.
Los glucocorticoides son responsables de la inhibición de la expresión de este receptor, el cual es expresado en la mayoría de los tejidos del cuerpo humano y regula el transporte intestinal de calcio.

## Función
El gen vdr codifica para el receptor de la vitamina D3. Este gen, realmente, codifica para un factor de transcripción nuclear que se heterodimeriza con el receptor X de retinoides (RXR) ejerciendo diferentes efectos fisiológicos tras su unión a muchos ligandos exógenos y endógenos, entre ellos la vitamina D.
Este receptor también funciona como receptor para un ácido biliar secundario, el ácido litocólico. VDR pertenece a la familia de factores reguladores de la transcripción trans-acting y muestra similitud de secuencia con los receptores esteroideos y de hormona tiroidea. Otras dianas de este receptor se encuentran implicadas principalmente en el metabolismo de minerales y otras rutas metabólicas, tales como aquellas implicadas en respuesta inmune y en cáncer. Diversas mutaciones del gen vdr se han asociado con raquitismo resistente a vitamina D clase II. Se ha descrito un polimorfismo de un único nucleótido en el codón de iniciación, que resulta en un inicio de la traducción alternativo, tres codones "corriente abajo". También se han descrito diversas variantes transcripcionales por splicing alternativo que codifican la misma proteína. El receptor de calcitriol juega un importante papel en la regulación del ciclo del pelo. La pérdida de estos receptores VDR se encuentra asociada a la pérdida de pelo en ensayos con animales. También, además de la vitamina D, tanto metabolitos microbianos como los ácidos biliares ya señalados previamente y aquellos de la dieta como los ácidos grasos, actúan vía VDR-RXR heterodímero.

## Interacciones
El receptor de calcitriol ha demostrado ser capaz de interaccionar con:
- STAT1[5]
- Dedo de zinc y dominio BTB de la proteína 16[6][7]
- SNW1[8][9]
- NCOA2[10][11][9][12]
- BAZ1B[10]
- MED1[10][13]
- MED24[10][13]
- RUNX1T1[7]
- NCOR1[7][14]
- NCOR2[7][14]
- BAG1[15]
- MED12[10][13]
- RUNX1[7]
- Receptor X retinoide alfa[8][9]

## Investigaciones
Gracias a J.Wang se ha observado que en ratones knock-out del gen vdr (vdr-/-) presentan una variabilidad en la β-diversidad de la microbiota intestinal. Una exploración detallada entre los paralelismos de la microbiota de ratón y del ser humano mostró que VDR influye de manera individual en Parabacteroides. En otro conjunto de datos, se observó que VDR se sobreexpresaba en biopsias de colon de pacientes con una inflamación aguda, Enfermedad de Crohn o Colitis ulcerosa y, además, presentaban una menor abundancia de Parabacteroides. Concluyeron que la respuesta a Vitamina D mediada por el receptor VDR es la cuarta asociación más significativa con la abundancia relativa de los taxones que componen la microbiota normal.
Por otro lado, se ha comprobado que los ácidos biliares actúan como ligandos y reguladores de la expresión génica de este receptor. Lo mismo ocurre con los ácidos grasos sólo que éstos compiten por el sitio de unión en VDR y son ligandos del receptor RXR.  Así, el mismo estudio encontró una correlación entre los ácidos biliares y la diversidad microbiana de la microbiota. También, estos ácidos biliares están asociados con los taxones individuales. 